# Shelby Rogers
Shelby Rogers (n. 13 octombrie 1992, Mount Pleasant⁠(d), Carolina de Sud, SUA) este o jucătoare americană de tenis. Cea mai înaltă poziție la simplu în clasamentul WTA este locul 30 mondial, atins la 8 august 2022, iar la dublu numărul 40 mondial, atins la 28 februarie 2022. Ea a câștigat șase titluri la simplu și un titlu la dublu pe Circuitul ITF. Cele mai bune rezultate ale ei ca profesionistă au venit la French Open 2016 și la US Open 2020, unde a ajuns în sferturile de finală.